# Machaeropalpus fasciatus
Machaeropalpus fasciatus là một loài bướm đêm trong họ Noctuidae.